# Ếch cua
Ếch cua (Fejervarya cancrivora), trước đây (Rana cancrivora), là một loài ếch bản địa của khu vực Đông Nam Á bao gồm cả Đài Loan, Trung Quốc, Philippines và hiếm hơn như xa phía tây như Orissa ở Ấn Độ. Nó sống ở đầm lầy ngập mặn và đầm lầy và loài lưỡng cư hiện đại duy nhất được biết đến có thể chịu được nước mặn. Ở địa phương nó được ưa chuộng về chất lượng thực phẩm và thường được nuôi.
Ếch này có thể chịu được môi trường biển (ngâm trong nước biển trong thời gian ngắn hoặc lợ nước trong thời gian dài) bằng cách tăng sản xuất urê và duy trì như vậy.